# WebMD
WebMD Health Corp. – amerykańskie przedsiębiorstwo zajmujące się publikacją treści o tematyce medycznej.
Jego portfolio obejmuje witrynę internetową webmd.com, które stanowi źródło aktualności ze świata medycyny i innego rodzaju informacji medycznych.
W ciągu miesiąca witryna webmd.com odnotowuje ponad 100 mln wizyt (stan na 2020 rok). W rankingu Alexa była notowana globalnie na miejscu: 446 (listopad 2020), w Stanach Zjednoczonych: 196 (listopad 2020).
Firma zatrudnia 1800 osób (2017). Jej siedziba mieści się w Nowym Jorku.